# Ящірка грецька
Ящірка грецька (Hellenolacerta graeca) — вид ящірок родини ящіркових (Lacertidae). Ендемік Греції. Це єдиний представник монотипового роду Hellenolacerta.

## Опис
Ящірка грецька — це ящірка середнього розміру, довжина якої (без врахування хвоста) становить 8 см, а довжина хвоста удвічі довша за довжину решти тіла. Тіло дещо сплющене, лапи відносно довгі і стрункі. Верхня частина тіла сірувато-коричнева, іноді більш жовтувато-коричнева або рудувата. У самців на спині є темні плями неправильної форми, а на темних боках є численні світлі плямки. У самиць голова менша, ніж у самців, темних плям на спині менше, а світлі плями на боках менш чіткі. Іноді над плечами є 1-2 сині плями, у самців вони можуть простягатися вздовж боків. Нижня частина тіла жовта або оранжева, поцяткована темними плямками, особливо на горлі.

## Поширення і екологія
Ящірка грецька є ендеміком Пелопоннесу. Вони живуть в гірських і прибережних районах, часто поблизу джерел води, трапляються у тінистих ділянках серед скель і осипів та в рідколіссях і на окраїнах полів. Зустрічаються на висоті до 1600 м над рівнем моря. Ведуть активний спосіб життя, лазять серед скель і каміння, однак уникають тривалого перебування на сонці. Живляться комахами, павуками та іншими безхребетними. Самиці відкладають яйця в тріщинах серед скель, в кладці 6 яєць, інкубаційний період триває 6 тижнів. При небезпеці ящірка може плюватися кислотою.

## Охорона
Раритетний вид плазунів, занесений до Червоного списку МСОП (охоронна категорія: вид, близький до стану загрози зникнення). Окремим субпопуляціям ящірки можуть загрожувати пожежі та поширення інтродукованих евкаліптів. Тому Hellenolacerta graeca занесена також до Додатку ІІ Бернської конвенції (охоронна категорія: вид підлягає особливій охороні) та Директиви Європейського Союзу 92/43/ЄС «Про збереження природних оселищ та видів природної фауни і флори» (Додаток IV. Види рослин і тварин, що становлять особливий інтерес для Європейського Союзу, які потребують суворих заходів охорони).